# Waleryj Kokarau
Waleryj Iwanawicz Kokarau (biał. Валерый Іванавіч Кокараў, ros. Валерий Иванович Кокорев, Walerij Iwanowicz Kokoriew; ur. 25 czerwca 1950 w Bugulmie, zm. 8 października 2020) – białoruski polityk, w latach 1994–2001 zastępca premiera Republiki Białorusi; doktor nauk technicznych (odpowiednik polskiego stopnia doktora habilitowanego).

## Życiorys
Urodził się 25 czerwca 1950 w mieście Bugulma, w Tatarskiej ASRR, w Rosyjskiej FSRR, ZSRR. W latach 1969–1974 studiował w Ufińskim Instytucie Naftowym, uzyskując wykształcenie inżyniera technologa. W latach 1987–1989 był słuchaczem Akademii Gospodarki Ludowej przy Radzie Ministrów ZSRR, którą ukończył, uzyskując wykształcenie inżyniera technologa i stopień kandydata nauk technicznych (odpowiednik polskiego stopnia doktora). W 1987 roku zdobył stopień doktora nauk technicznych (odpowiednik polskiego stopnia doktora habilitowanego).
Po ukończeniu szkoły, od 1967 roku pracował jako tokarz, ślusarz samochodowy, elektryk w przedsiębiorstwach Bugulmy i Almietjewska. W latach 1974–1985 był operatorem ds. wydobycia ropy i gazu, inżynierem technologiem, kierownikiem obsługi inżynieryjno-technologicznej przedsiębiorstwa „Rieczicanieft”. W 1985 roku pracował jako kierownik obsługi inżynieryjno-technologicznej przedsiębiorstwa „Biełaruśnieft”. W latach 1985–1987 pełnił funkcję głównego inżyniera – zastępcy dyrektora generalnego tego przedsiębiorstwa. W latach 1989–1994 był pierwszym zastępcą dyrektora generalnego, a następnie dyrektorem generalnym tego przedsiębiorstwa. 17 sierpnia 1994 roku został pełniącym obowiązki zastępcy premiera Republiki Białorusi, a od 29 września zastępcą premiera. 6 października 2000 roku został przedstawicielem państwa w spółce „Priorbank”. 21 września 2001 roku, zgodnie z procedurą po wyborach prezydenckich, wraz z całym rządem podał się do dymisji. Nie znalazł się w składzie kolejnego rządu.

## Życie prywatne
Waleryj Kokarau jest żonaty, ma syna i córkę.